# Palacio de Velasco (Guadalajara)
El Palacio de Velasco es un monumento histórico de estilo modernista o art nouveau ubicado en la Plaza de Armas de la ciudad de Guadalajara, Jalisco, México. 

## Historia y descripción
Considerado como el mejor ejemplo del art nouveau en la ciudad de Guadalajara, el Palacio de Velasco fue proyectado por el arquitecto Luis Ugarte Vizcaíno en 1908, inicialmente como vivienda para la prominente familia De Velasco, y más tarde modificado para usos comerciales. 
El predio de mil metros cuadrados, ubicado en la esquina suroriente de la Plaza de Armas de Guadalajara, a un costado del Palacio de Gobierno de Jalisco (antiguas Casas Reales), fue adjudicado, desde su traza, a descendientes de conquistadores, como era costumbre de otorgar los mejores terrenos a aquellos que habían participado en la conquista. 

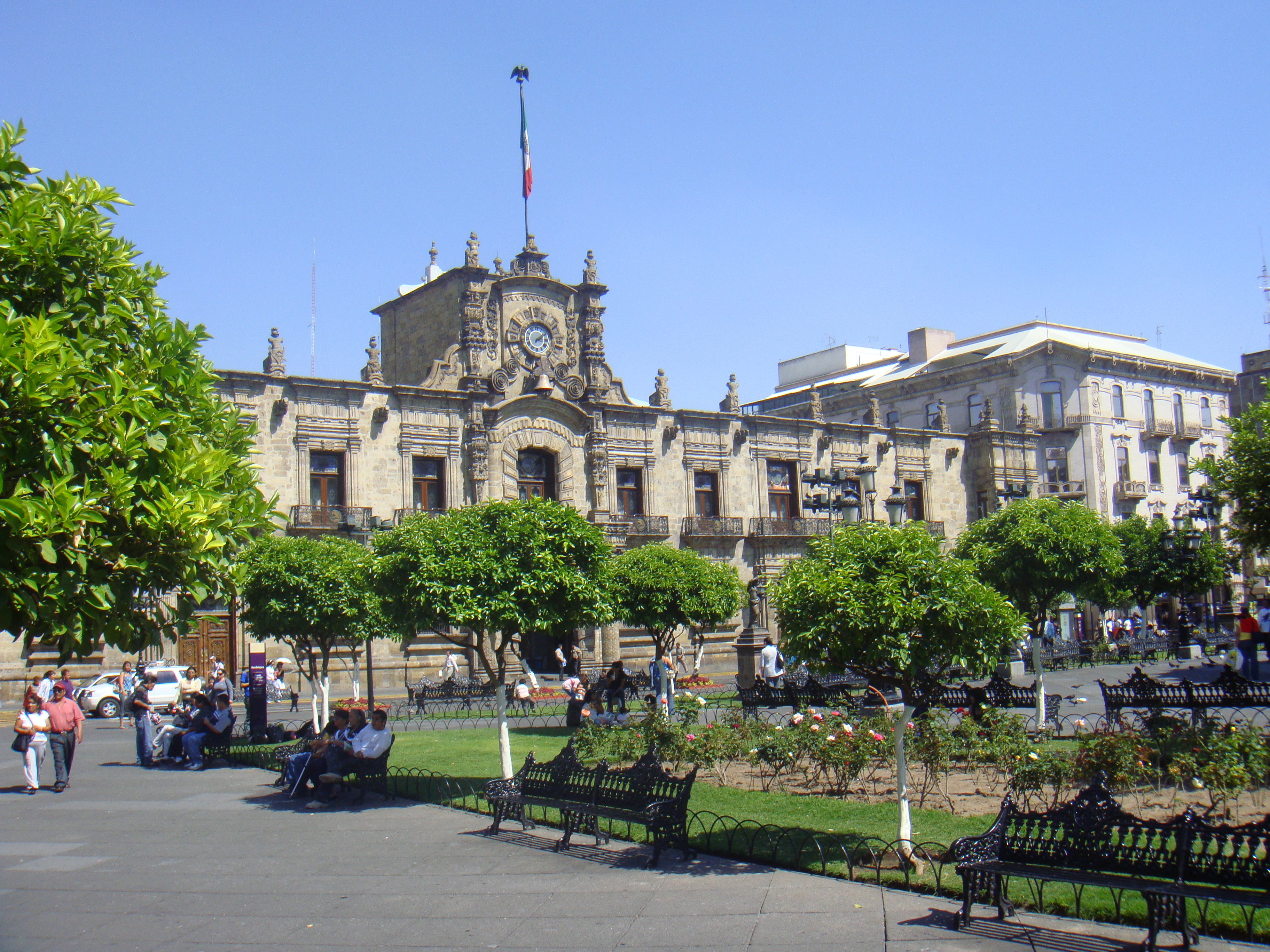
Plaza de Armas de Guadalajara

Desde el siglo XVI alojó importantes construcciones habitacionales, que fueron modificadas principalmente en los siglos XVIII y XIX. A inicios del siglo XIX, la casa que entonces se encontraba en dicho predio de la familia Ortiz, fue utilizada como alojamiento por el insurgente Miguel Hidalgo y Costilla en su paso por la ciudad de Guadalajara, y frente a él, en la Plaza de Armas, proclamó su famosa abolición de la esclavitud en la Nueva España con el decreto contra la esclavitud, las gabelas y el papel sellado.

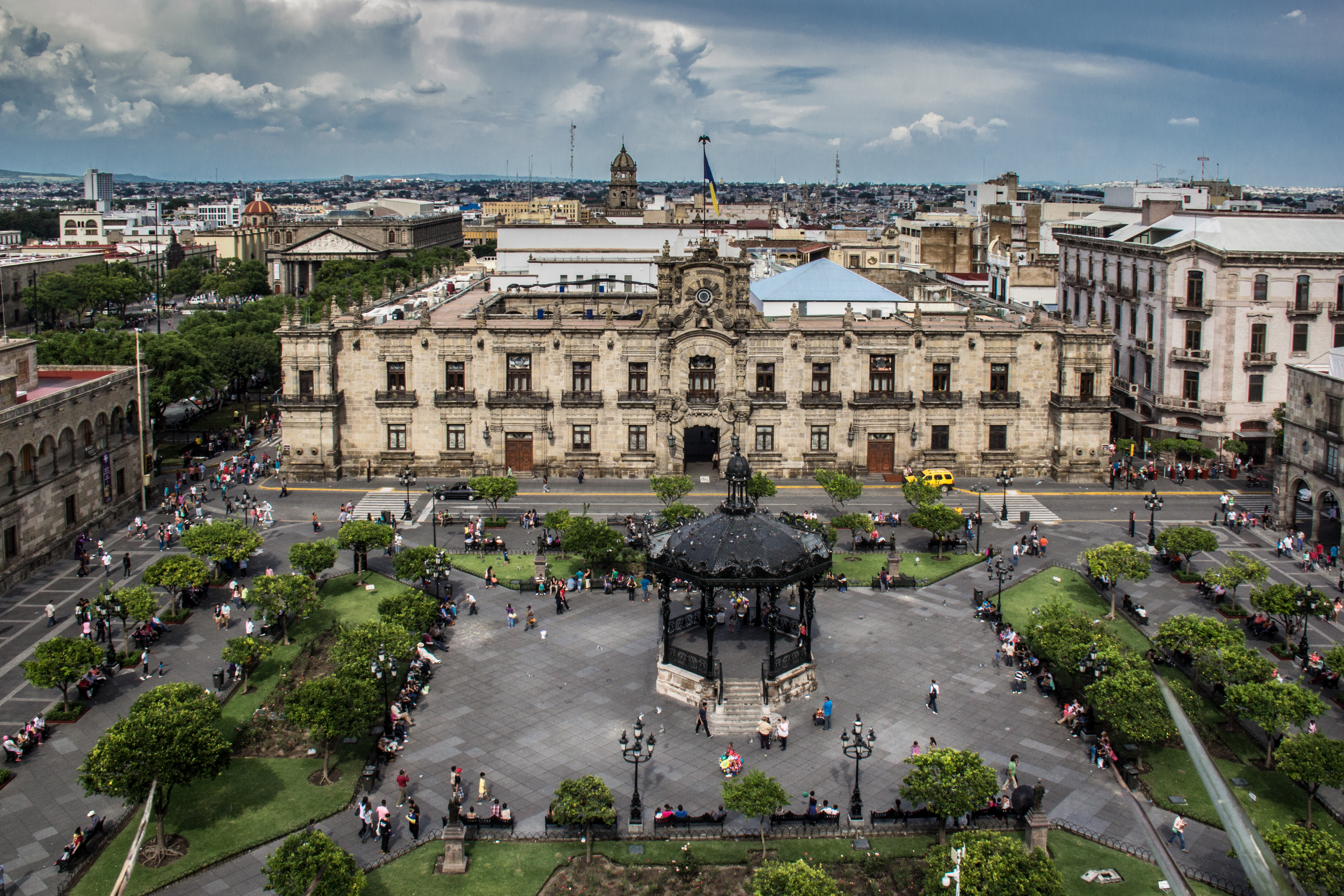
Vista de la Plaza de Armas de Guadalajara

Durante el porfiriato, la casa colonial que ocupaba el terreno fue adquirida por la familia De Velasco, dueños de la hacienda de San Vicente, en Tamazula, quienes comisionaron al arquitecto Luis Ugarte Vizcaíno un palacete de estilo haussmaniano. Sin embargo, el estallido de la Revolución mexicana obligó a Ugarte a modificar sus planes, planteando entonces un uso comercial y no habitacional, debido al estado bélico del país y al consecuento cambio temporal de sus clientes a la Ciudad de México. En 1908, Ugarte modificó el planteamiento inicial por uno de mayores proporciones conjugando la planta de estilo haussmaniano proyectada anteriormente con elementos modernistas, estilo emergente en dichos años. 
El edificio, de desplante ochavado, fue recubierto de cantera rosa y herrería de manufactura francesa diseñada especialmente para la fachada. Fue terminado en el año de 1910, aunque permaneció prácticamente sin uso hasta 1912. 
En años posteriores, se instaló un dosel de estilo modernista, fabricado de acero y vidrio, rodeando todo el edificio, imaginado para cubrir a los clientes del establecimiento de las inconveniencias del clima. 
En la década de 1940, el edificio seguía perteneciendo a Doña Mariana de Velasco y Alcaraz y tras su muerte heredado a su sobrina Doña María Ignacia de Velasco y Sánchez de Aldana, quien lo mantuvo hasta la década de 1978, cuando fue vendido al gobierno del Estado, quienes emprendieron una importante restauración, agregando entrepisos y modificando el techo original por uno menos respetuoso con el estilo original.
Actualmente pertenece al Gobierno de Jalisco y es sede de la Secretaría de Finanzas del Estado.

## Usos
A pesar de contar con apartamentos habitacionales en la planta superior, la familia De Velasco decidió alquilar el edificio con fines comerciales, haciéndolo a importantes casas comerciales como Almacenes Palacio y desde un principio los  Almacenes El Nuevo Mundo del Sr. Brun, de los primeras grandes tiendas departamentales de la ciudad de Guadalajara conocidas por importar productos de Francia.
El edificio hospedó también un colegio de nombre «Instituto Central A.C.», que funcionó hasta finales de la década de 1970.
A partir de 1980, tras su adquisición por parte del estado de Jalisco, funcionó como Recaudadora General del Estado, y más tarde como sede de la Secretaría de Finanzas del Estado de Jalisco, uso que conserva hasta nuestros días.